# Porphyrinia leucanides
Porphyrinia leucanides är en fjärilsart som beskrevs av Otto Staudinger 1889. Porphyrinia leucanides ingår i släktet Porphyrinia och familjen nattflyn. Inga underarter finns listade i Catalogue of Life.